# Schmiedeknechthöhle
Die Schmiedeknechthöhle ist eine Höhle im Elbingeröder Komplex. Sie zählt zur Gruppe der Bielshöhle in Rübeland und kann nicht besichtigt werden.
Ihren Namen erhielt sie 1953 vom Entdecker Adalbert Schmiedeknecht. Ihm gelang es in den Jahren 1952 und 1953 mit anderen  Rübeländer Jugendlichen, ein völlig vermülltes Mundloch in der Märtensstraße, genannt Kamerun, freizulegen.
Nach dem Urteil von Fachleuten ist sie die schönste Höhle von Rübeland. In der dortigen Berggeisthalle ist der spektakulärste aller Rübeländer Stalagmiten zu finden: Bei einem Sockelumfang von über drei Metern ist er 3,25 Meter hoch.